# حمدی هوبیس
حمدی هوبیس (عربی: حمدي هوبيس شير الشير جندل؛ زادهٔ ۲۷ ژانویهٔ ۱۹۸۴) بازیکن سابق و مربی فوتبال اهل عمان است.
از باشگاه‌هایی که در آن بازی کرده‌است می‌توان به باشگاه ورزشی النصر کویت و باشگاه ورزشی النصر اشاره کرد.
وی همچنین در تیم ملی فوتبال عمان بازی کرده‌است.